# Bill Reid (bassist)
Bill Reid (1933 of 1934 - 2018) was een Brits jazzmusicus, die contrabas en tuba speelde.

## Biografie
Reid speelde midden jaren 50 bij Terry Lightfoot and His Jazzmen, zijn eerste opnamen waren met deze groep in 1956 (een concert in de Royal Festival Hall). In de jaren erna werkte hij in de bands van Ken Colyer, Sonny Morris, Hugh Rainey, Archie Semple, Nat Gonella en Alex Welsh. Hij was promotor voor The Beatles, voor hun eerste optreden buiten Liverpool. 
In de jazz speelde hij tussen 1956 en 1986 mee op 54 opnamesessies.